# 単記非移譲式投票
単記非移譲式投票（たんきひいじょうしきとうひょう、英: single non-transferable vote; SNTV）は、投票制度のひとつである。この制度では、各々の有権者は1人の候補者を選んで投票し、得票の多い順に所定の人数が当選者となる。一例として、4議席の選挙区であれば得票数で上位4人の候補者が当選となる。落選した候補への票や当選が確定した候補が得た余剰の票が、他の候補に移譲されることなく死票となる点で単記移譲式投票と対照的な制度である。

## 仕組みと特徴

### 例
単記非移譲式投票の大選挙区制選挙で、5人の候補者（a1、a2、b1、b2、c1）が3議席を争い、a1、b1、b2が当選したとする。
| 得票数 | 候補 | 政党 |
| ------ | ---- | ---- |
| 3207   | a1   | A党  |
| 1999   | b1   | B党  |
| 1996   | b2   | B党  |
| 1804   | a2   | A党  |
| 819    | c1   | C党  |
これを政党ごとに集計する。
| 政党 | 得票数 | 得票率 | 議席数 |
| ---- | ------ | ------ | ------ |
| A党  | 5011   | 51 %   | 1      |
| B党  | 3995   | 41 %   | 2      |
| C党  | 819    | 8 %    | 0      |
A党はB党より多くの票を獲得したが、候補者間で非効率な票の偏りが起きたため獲得議席数が少なくなった。仮にA党やB党が3議席を独占しようとして3人の候補者を擁立し、さらに得票が偏在した場合は、C党の議席獲得のチャンスが高くなる。

### 比例代表
ゲイリー・コックスらによれば、単記非移譲式投票は、有権者の支持に関する情報を各党がかなり正確に把握し、有権者の支持の程度に従って候補者を擁立するとき、理論的には比例代表制（ドント式）と同じ結果になる。また、当選枠の数をMとすると、候補者aは得票数の{\displaystyle {\tfrac {1}{M+1}}}（ドループ基数）以上を獲得すれば当選が保証される。なぜなら、得票数で上位(M＋1)番目以降の候補者は、候補者aよりも多くの票を得ることができないからである。
しかし、各党が自党の力量に比例した当選者数を得ることは非常に難しい。なぜなら、自党と他党の力量と、他党の候補者擁立数の動向を正確に判断したうえで、自党が擁立する候補者数を決めなければならないからである（戦略擁立）。たとえば擁立する候補者が多すぎると、自党支持者からの票が分散（票割れ、Split vote）し、各候補者の得票数が他党の候補者の得票数を下回ってしまうことで、結果的に共倒れになる恐れがある。逆に擁立する候補者数が少なすぎると、候補者が過剰に得票した分は無駄票（広義の死票）となり、自党への支持に比べて獲得議席数が少なくなってしまう。さらに、たとえ適正な人数の候補者を擁立できたとしても、自党支持者からの得票を候補者間で偏りなく分散（票割り）させないと、政党単位での得票数に比べて獲得議席数が少なくなってしまう恐れがある（上記の例のA党）。
但し有権者が戦略投票を行えば、過剰な候補者は得票数0%の実質不出馬状態になり、かつ、均等な票割りがされた状態に収斂していく。この場合、政党側が過剰に候補者を擁立したり、他党に自党と類似した候補を立てられても、票割れが抑えられ、各党が自党の力量に比例した当選者数を得る。ちなみに、候補者数を絞りすぎた政党がある場合は、「有権者」側では修正出来ない。しかし、投票権だけでなく立候補権もある「主権者」であれば、その政党に類似する無所属候補を候補者を絞りすぎた政党に補充することが出来る。多くの場合、有権者の殆どは立候補権ももっているので、候補者不足は問題にならない。つまり、単記非移譲式投票で比例代表の性質が破れるには、政党側の戦略擁立失敗だけでは十分ではなく、有権者側の戦略投票失敗も必要となる。
なお、単記非移譲式投票は、選挙区の大きさ（当選枠の数）が大きくなるにしたがって、より比例的な選挙結果をもたらす。

### 戦略投票との親和性
単記非移譲式投票は、有権者に戦略投票を促す可能性が大きい。選挙結果の推測が可能で、合理的な投票行動をとる有権者ならば、自らの1票が死票になることを避けるために、（本命の候補者ではなく）当落線上にいる次善の候補者に投票することになる。このため、この条件の下では特定の候補者が極端に大勝することは無い。このことは、政党が他党の候補者から票を奪うためにその対立候補に似た候補者を立てる戦術擁立の可能性を示唆している。
また、選挙予測報道などで一旦「当落線より低い得票数しか獲得できない」と多くの有権者に判断された候補者は、当落線上の候補者に票を奪われさらに得票率が下がる、という悪循環に陥る。立候補の時点で十分な得票数の見込みを有権者にアピールできない候補者は、立候補の瞬間からこの悪循環に嵌まり、単に落選確実になるだけでは済まず、得票率がその下限である0%近くまで落ち込み、供託金没収も確実になる（泡沫候補）。逆に言えば、有権者の選択肢は公示日の時点から事実上制限されており、被選挙権を持つ人がその権利を実質的に行使するには、有力な集票組織からの公認やそれに代わる知名度（たとえばタレント政治家）が必要となる。このように、当選枠の数がMの選挙区では、泡沫候補に転落することなく選挙戦を戦い抜ける候補者は（M+1）人に限られるので、この選挙区から出馬する候補者数も次第に（M+1）人へ収斂していく（デュヴェルジェの法則）。
- 当選者の得票率は全員、(当落線ギリギリ程度の得票率と)等しくなるように収斂していく(当落線を越える得票は無駄票になるため、当落線上の候補者に奪われる)
- 次点以外の落選者は得票率が0%に収斂していく

この二つの性質は、比例代表の項で述べた性質を生み出す根拠となっている。

### 後援会、党内派閥、利益誘導
単記非移譲式投票の大選挙区制選挙に出馬する候補者は、他党の対立候補だけでなく、場合によっては自党の候補者とも得票を競わなければならない。政党としては擁立した自党候補者を目論見どおり全員当選させたいと考えるが、支持者からの票を候補者間で均等に票割りすることは、よほど高度に組織された政党でない限り困難である。
J・マーク・ラムザイヤーとフランシス・ローゼンブルースは日本の中選挙区制について分析し、単記非移譲式投票の選挙制度が、(1)自前の後援会組織の育成と地元選挙民へのサービス、(2)党内派閥への帰属、(3)地元選挙区への利益誘導による自党対立候補との棲み分け、に対して強い誘因をもたらしていたと論じている。

## 各国と地域の例

### 現在使用中
- アフガニスタン - 人民議会
- インドネシア - 地方代表議会
- 台湾（中華民国） - 立法院

かつては立法院と地方議会の議員が単記非移譲式で選ばれていたが、立法院については2008年1月の選挙から小選挙区比例代表並立制が採用されている。現在は、原住民枠において単記式の大選挙区制が採用されている。
- ツバル
- トンガ - 立法議会
- 日本 - 参議院、地方議会

かつては衆議院議員総選挙（いわゆる中選挙区制）や参議院議員通常選挙の全国区で単記非移譲式が採用されていた。現在でも参議院の選挙区、都道府県議会、市区町村議会（一人区を除く）で使用されている。政治以外においては、日本相撲協会の理事選でも大選挙区単記制が使われている。
- バヌアツ
- プエルトリコ - 上院
- ベトナム - 国会
- 香港 - 立法会における直接選挙枠議席（来期から採用）

### 過去に使用
- 韓国 - 国会

第四共和国と第五共和国時代の国会議員選挙において採用された。定数は一律2名。
- タイ - 上院